# Покощівська сільська рада
Покощівська сільська рада (Покащівська сільська рада) — колишня адміністративно-територіальна одиниця та орган місцевого самоврядування у Городницькому і Ємільчинському районах Волинської і Коростенської округ, Київської та Житомирської областей Української РСР з адміністративним центром у селі Покощеве.

## Населені пункти
Сільській раді на час ліквідації були підпорядковані населені пункти:
- с. Покощеве.

## Населення
Кількість населення ради, станом на 1923 рік, становила 1 449 осіб, кількість дворів — 253.
Кількість населення сільської ради, станом на 1924 рік, становила 1 462 особи.
Кількість населення ради, станом на 1931 рік, становила 1 040 осіб.

## Історія та адміністративний устрій
Створена 1923 року в складі колонії Покащів (Покощеве), села Просіцька Болярка та хуторів Заровня і Просіка Сербівської волості Новоград-Волинського повіту Волинської губернії. 7 березня 1923 року увійшла до складу новоствореного Городницького району Житомирської (згодом — Волинська) округи. 26 березня 1925 року затверджена як польська національна сільська рада; одночасно підпорядковано кол. Старі Серби Сербівської сільської ради Городницького району, с. Болярка та хутори Заровня і Просіка включено до складу новоствореної Заровенської сільської ради Городницького району. 22 лютого 1928 року передана до складу Емільчинського (згодом — Ємільчинський) району Коростенської округи. У 1944 році кол. Старі Серби повернуто до складу Сербівської сільської ради Ємільчинського району.
Станом на 1 вересня 1946 року сільська рада входила до складу Ємільчинського району Житомирської області, на обліку в раді перебувало с. Покощеве.
Ліквідована 11 серпня 1954 року, відповідно до указу Президії Верховної ради Української РСР «Про укрупнення сільських рад по Житомирській області», територію ради та с. Покощеве приєднано до складу Середівської сільської ради Ємільчинського району Житомирської області.